# واسیل آندری
واسیل آندری (انگلیسی: Vasile Andrei؛ زادهٔ ۲۸ ژوئیهٔ ۱۹۵۵) کشتی‌گیر اهل رومانی است.
وی در مسابقات المپیک ۱۹۸۰، ۱۹۸۴ و ۱۹۸۸ در کشتی فرنگی به رقابت پرداخت و در بازی‌های المپیک تابستانی ۱۹۸۰ مدال برنز و در المپیک تابستانی ۱۹۸۴ مدال طلا را به دست آورد.
پس از کناره‌گیری از مسابقات، به عنوان مربی کشتی کار کرد و در سال ۲۰۰۰ تیم ملی تونس را همراهی کرد.
وی در مسابقات کشوری و بین‌المللی در مجموع برندهٔ ۱ مدال طلا، ۴ مدال نقره، ۳ مدال برنز شده‌است.